# International School of Budapest
Az International School of Budapest (teljes nevén: International School of Budapest és Magyar-Angol Két Tanítási Nyelvű Általános Iskola és Gimnázium) nemzetközi magániskola Budapesten. 1996-ban alapították, Jelenlegi igazgatója Karin Wouters. Az iskolát a Nemzetközi Oktatási Központ Alapítvány működteti. 2021-ben az IGCSE vizsgákon a tanulók 48%-a kapott legalább A értékelést. 2023 nyarán az iskola új campusra költözött, Budapest 11. kerületébe.

## Tanterv
A nevelés az intézményben hatéves korig az állami óvodák irányelveinek megfelelően történik. Az általános iskola első osztályától a nyolcadik évfolyamig az iskola magyar és nemzetközi tanterv szerint is kínál képzést. A tanulók választhatnak a kétnyelvű oktatás (magyar és angol nyelvű tantárgyak) vagy a kizárólag angol nyelvű képzés között, amely elsősorban külföldi diákok számára készült; ez utóbbi esetben a magyar nyelvet idegen nyelvként oktatják. A középiskola első két évében a tanulókat a nemzetközi IGCSE vizsgákra készítik fel. 2020-tól a 11. és 12. évfolyamos diákok lehetőséget kapnak az International Baccalaureate (IB) diploma megszerzésére, illetve a Certificate Program teljesítésére is.
Bár 2024-ben az iskola akkori felső tagozatos igazgatóhelyettese az amerikai program bevezetését is kilátásba helyezte, ez a terv végül nem valósult meg.

## Akkreditációk
- Cambridge Nemzetközi Iskola[3]
- International Baccalaureate World School[6]
- Emberi Erőforrások Minisztériuma[3]

## Tandíjak
Az iskola a 2024–2025-ös tanévre 30 ezer forintos jelentkezési, és 280 ezer forintos regisztrációs, illetve 480 ezer forintos helyfoglalási díjjal rendelkezik. Különböző tandíjat kell fizetni ezek mellett a kéttannyelvű és a nemzetközi taníttatásért, az utóbbi általában 10–15%-kal drágább. Az éves nemzetközi tandíj az előkészítő években 4,2 millió forint, 1–4. osztályig 4,9 millió és 5–8. osztályig közel 5,2 millió. Középiskolában csak nemzetközi program létezik, az első két évben 5,8 millió forint, míg az IBDP idején 6,4 millió.

## Galéria
- Az iskola régi keleti épületének bejárata
- A régi campus nyugati épülete
- A régi campus keleti épülete